# Czerwcowy wąż
Czerwcowy wąż (jap. 六月の蛇 Rokugatsu-no hebi) – film w reżyserii Shin’ya Tsukamoto z 2002 roku. Tsukamoto był reżyserem, aktorem, scenarzystą, producentem filmu. Odpowiadał również za zdjęcia i montaż.

## Obsada
- Asuka Kurosawa (Rinko Tatsumi)
- Yuji Kohtari (Shigehiko)
- Shin’ya Tsukamoto (Iguchi)
- Mansaku Fuwa
- Tomoko Matsumoto
- Shūji Ōtsuki
- Tomorowo Taguchi
- Susumu Terajima
- Masato Tsujioka

## Nagrody
- 2003 MFF w Fantasporto, International Fantasy Film Award (najlepsza aktorka- Asuka Kurosawa)
- 2003 MFF w Fantasporto, International Fantasy Film Special Jury Award (Shin’ya Tsukamoto)
- 2003 MFF w Fantasporto, nominowany do International Fantasy Film Award (najlepszy film)
- 2002 MFF w Sitges, Best Art Direction (Shin’ya Tsukamoto)
- 2002 MFF w Sitges, nominowany do nagrody dla najlepszego filmu
- 2002 59. MFF w Wenecji, Kinematrix Film Award dla Shin’ya Tsukamoto
- 2002 MFF w Wenecji, San Marco Special Jury Award dla Shin’ya Tsukamoto